# Ceratomyxa arcuata
Ceratomyxa arcuata är en djurart som tillhör fylumet Myxozoa, och som beskrevs av Thélohan 1895. Ceratomyxa arcuata ingår i släktet Ceratomyxa och familjen Ceratomyxidae. Inga underarter finns listade i Catalogue of Life.